# Hüh!
Pour les articles homonymes, voir Huh.
Albums de Stephan Eicher
L'Envolée
(2012) Homeless Songs
(2019)
Hüh! est le 15e album du chanteur suisse Stephan Eicher, sorti le 15 février 2019. 
Cet album a été enregistré avec  la fanfare de cuivres et une percussion, Traktorkestar, composée de douze musiciens originaires du canton Berne (Suisse),. Stephan Eicher y revisite ses anciennes chansons et en propose quatre nouvelles : Étrange, Chenilles, Papillons et Nocturne.

## Liste des pistes
L'album comprend les douze pistes suivantes :
| No  | Titre                    | Paroles            | Musique        | Durée |
| --- | ------------------------ | ------------------ | -------------- | ----- |
| 1.  | Ce peu d'amour           | Philippe Djian     | Stephan Eicher | 3:45  |
| 2.  | Louanges                 | Philippe Djian     | Stephan Eicher | 2:59  |
| 3.  | Envolées                 | Philippe Djian     | Stephan Eicher | 4:12  |
| 4.  | Étrange                  | Philippe Djian     | Stephan Eicher | 3:11  |
| 5.  | Cendrillon après minuit  | Philippe Djian     | Stephan Eicher | 3:19  |
| 6.  | La chanson bleue         | Klaudia Schifferie | Stephan Eicher | 4:15  |
| 7.  | Les filles du Limmatquai | Stephan Eicher     | Stephan Eicher | 4:35  |
| 8.  | Pas d'ami (comme toi)    | Philippe Djian     | Stephan Eicher | 3:19  |
| 9.  | Combien de temps         | Corinne Dacla      | Stephan Eicher | 2:55  |
| 10. | Chenilles (instrumental) |                    | Stephan Eicher | 1:02  |
| 11. | Papillons                | Philippe Djian     | Stephan Eicher | 3:28  |
| 12. | Nocturne                 | Martin Suter       | Stephan Eicher | 3:50  |

## Pochette
La pochette représentant Stephan Eicher dans un bain de confettis est un clin d'œil à l'album Fantaisie militaire d'Alain Bashung, paru en 1998. Elles ont toutes les deux été réalisées par le photographe Laurent Seroussi. Stephan Eicher souhaitait qu'il y ait des confettis sur la pochette. Il souhaitait également rendre hommage à Alain Bashung, qui, comme lui, avait rencontré des difficultés avec sa maison de disques. Laurent Seroussi a réalisé une photo quasi identique à celle de Fantaisie militaire, en remplaçant les lentilles d'eau par des confettis. Stephan Eicher prend exactement la même pose que Bashung. Les prises des vues ont également été réalisées dans les mêmes conditions. Le chanteur est allongé dans un cadre rempli d'eau. La photo a été prise depuis une échelle. La séance photo s'est déroulée en juillet 2018.  